# USS LST-548
O USS LST-548 foi um navio de guerra norte-americano da classe LST que operou durante a Segunda Guerra Mundial.